# Live at Woodstock (album Jimiego Hendriksa)
Live at Woodstock – wydany pośmiertnie album koncertowy Jimiego Hendriksa, dokumentujący występ na Festiwalu Woodstock 18 sierpnia 1969 roku. Wydawnictwo zawiera wszystkie utwory wykonane przez Gypsy Sun and Rainbows oprócz „Gypsy Woman” i „Mastermind”.

## Lista utworów
Autorem wszystkich utworów, chyba że zaznaczono inaczej jest Jimi Hendrix.
| CD1 | CD1                      | CD1     |
| Nr  | Tytuł utworu             | Długość |
| --- | ------------------------ | ------- |
| 1.  | „Introduction”           | 2:21    |
| 2.  | „Message to Love”        | 7:21    |
| 3.  | „Hear My Train a Comin’” | 9:49    |
| 4.  | „Spanish Castle Magic”   | 7:05    |
| 5.  | „Red House”              | 5:24    |
| 6.  | „Lover Man”              | 5:11    |
| 7.  | „Foxy Lady”              | 5:06    |
| 8.  | „Jam Back at the House”  | 7:44    |
|     |                          | 50:01   |

| CD2 | CD2                                  | CD2     |
| Nr  | Tytuł utworu                         | Długość |
| --- | ------------------------------------ | ------- |
| 1.  | „Izabella”                           | 6:42    |
| 2.  | „Fire”                               | 3:42    |
| 3.  | „Voodoo Child (Slight Return)”       | 13:40   |
| 4.  | „Star Spangled Banner” (Traditional) | 3:43    |
| 5.  | „Purple Haze”                        | 4:23    |
| 6.  | „Woodstock Improvisation”            | 3:59    |
| 7.  | „Villanova Junction”                 | 4:28    |
| 8.  | „Hey Joe” (Roberts)                  | 5:22    |
|     |                                      | 45:59   |

## Twórcy
- Jimi Hendrix – gitara, śpiew
- Mitch Mitchell – perkusja
- Billy Cox – gitara basowa
- Larry Lee – gitara rytmiczna
- Juma Sultan – instrumenty perkusyjne
- Jerry Velez – instrumenty perkusyjne